# Bennet Guillory
Pour les articles homonymes, voir Guillory.
Bennet Guillory est un acteur américain né le 7 novembre 1949 à Baton Rouge en Louisiane.

## Filmographie

### Cinéma
- 1985 : La Couleur pourpre : Grady
- 1987 : The Kindred : Dr Stone
- 1987 : Maid to Order : George Sterling
- 1987 : Walker : Achilles Kewen
- 1994 : Open Fire : Commandant Simpson
- 1994 : Champion Killer
- 2000 : 3 Strikes : Stan Wilson
- 2001 : They Crawl : Capitaine Righetti
- 2001 : Falling Like This : M. Salas
- 2004 : Blue Demon : Norm
- 2007 : Daddy's Little Girls : le principal
- 2009 : The Harimaya Bridge : Daniel Holder
- 2009 : Repo Chick : Rogers

### Télévision
- 1983 : Des jours et des vies : Tilson
- 1983 : The Jeffersons : Harry Crawford (1 épisode)
- 1986 : Allô Nelly bobo : Steven Marken (1 épisode)
- 1986 : Dynastie : le capitaine (1 épisode)
- 1986 : Côte Ouest : le conseiller (1 épisode)
- 1988 : Rick Hunter : Cecil (1 épisode)
- 1990 : Corky, un adolescent pas comme les autres : M. Petty (1 épisode)
- 1991 : La Loi de Los Angeles : Juge Walter Emerick (1 épisode)
- 1992 : Dangerous Women : Dave Conner (1 épisode)
- 1992-1994 : Les Feux de l'amour
- 1993 : Le Juge de la nuit (2 épisodes)
- 1994 : Angela, 15 ans : M. Foster (2 épisodes)
- 1995 : Star Trek: Deep Space Nine : Big Shot (1 épisode)
- 1995 : Pilotes de choix : le père d'Hannibal
- 1995 : Fallen Angels : Waldo (1 épisode)
- 1996 : America's Dream de Paris Barclay, Bill Duke et Kevin Rodney Sullivan
- 1997 : Babylon 5 : Leif Tanner (2 épisodes)
- 1998 : JAG : Professeur Dubotu (1 épisode)
- 2000 : Amy : Arthur Ethelridge (1 épisode)
- 2000 : City of Angels (2 épisodes)
- 2000 : Beverly Hills : Juge Samuel Gondek (1 épisode)
- 2000 : Washington Police : Bob Bradshaw (1 épisode)
- 2001 : Le Protecteur : le juge (1 épisode)
- 2001 : Charmed : La Source (3 épisodes)
- 2002 : First Monday : Oncle Willie et M. Johnson (2 épisodes)
- 2002 : Une famille presque parfaite : l'homme d'âge moyen (1 épisode)
- 2003 : Threat Matrix : Army Surgeon (1 épisode)
- 2003 : À la Maison-Blanche : Jackson (1 épisode)
- 2004 : Jack and Bobby : George (1 épisode)
- 2004 : NCIS : Enquêtes spéciales : Henry (1 épisode)
- 2007 : Earl (1 épisode)
- 2008 : Eli Stone : Juge Daniel Heep (1 épisode)
- 2011 : Mad Love : le juge (1 épisode)
- 2013 : Masters of Sex : Eustace (1 épisode)